# Palais Hrzán de Harasov
 (juillet 2025).
Si vous disposez d'ouvrages ou d'articles de référence ou si vous connaissez des sites web de qualité traitant du thème abordé ici, merci de compléter l'article en donnant les références utiles à sa vérifiabilité et en les liant à la section « Notes et références ».
Le Palais Hrzan de Harasov (en tchèque Hrzánsky palác), est un bâtiment baroque situé rue Celetná dans la Vieille Ville de Prague. Il est protégé en tant que monument culturel de la République tchèque.

## Histoire du palais

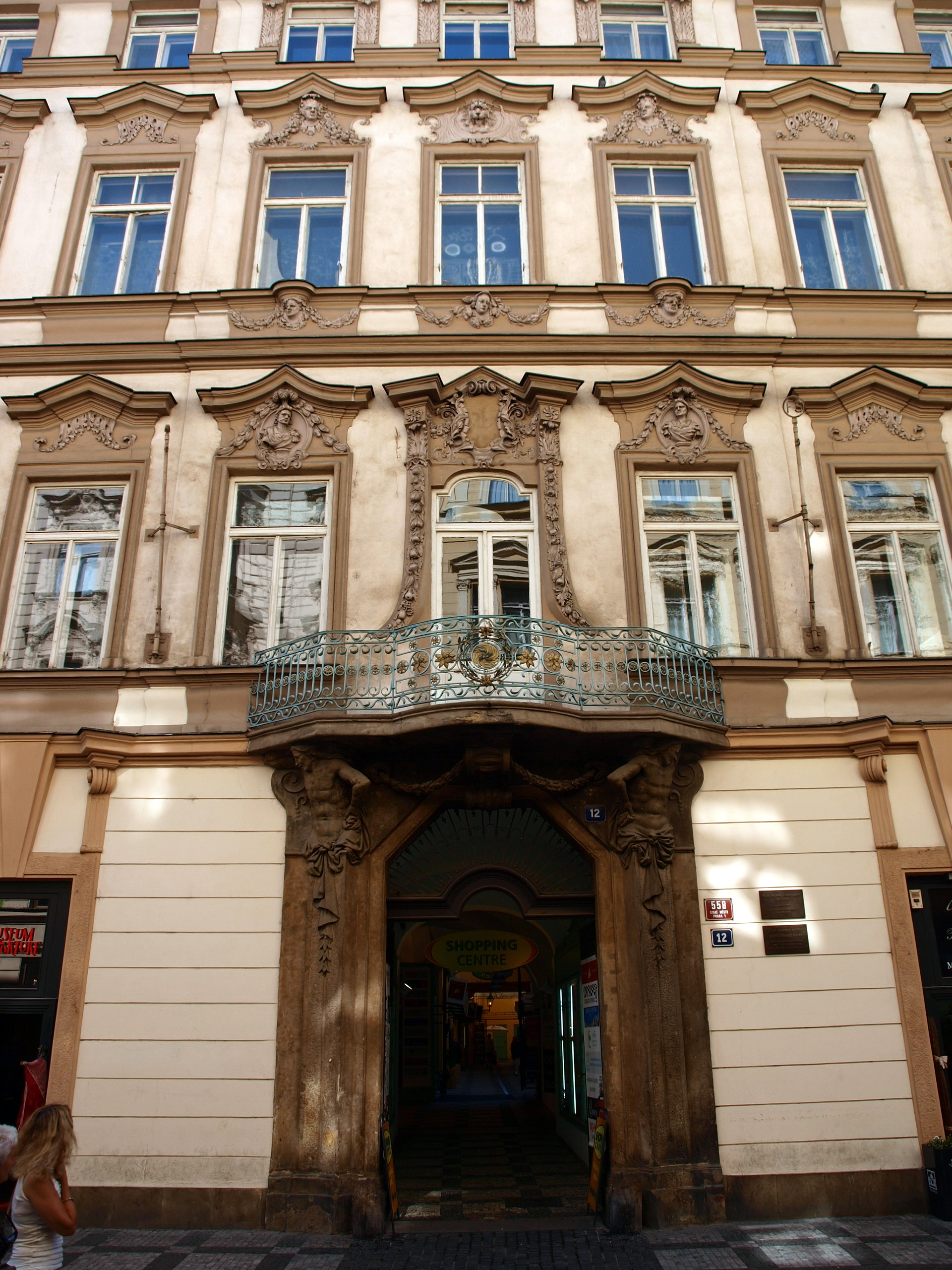
Portail du palais

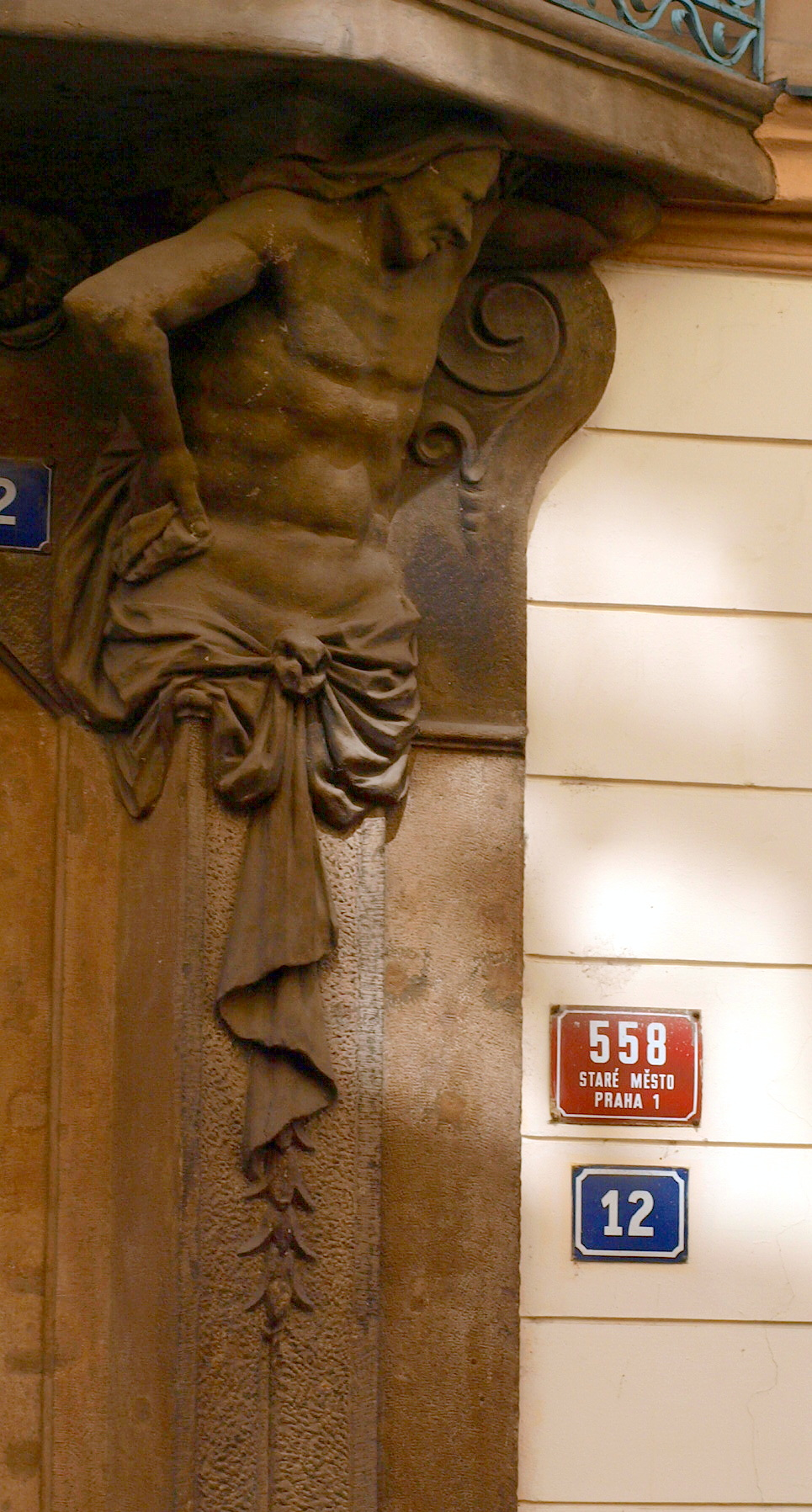
Sculpture d'Atlante soutenant un balcon

Le palais a été construit en 1701 en style baroque pour le Comte Zikmund Valentin Hrzán de Harasov. La construction était probablement due à Giovanni Battista Alliprandi et a été achevée autour de l'année 1723. 
A la fin du XVIIIe siècle, le palais appartenait aux Vrtba, qui y ont en 1801 ajouté un étage sur la partie cour du palais. 
Les autres propriétaires étaient en 1839 les Lobkowicz. Ils ont construit dans la cour du palais un porche classiciste.   
Selon le panneau d’information du palais, de 1906 à 1912, les magasins de textiles s'y trouvant appartenaient à Franz Kafka, Hermann et Julie Kafka.

## Architecture

### Parties extérieures
La façade principale sur la rue Celetna est composée d'un portail du Haut Baroque avec une paire d'Atlantes de chaque côté, portant un balcon avec balustrade classique. 

### Intérieurs
La cave du palais est en partie composée du rez-de-chaussée de la maison d'origine avec voûte romane croisée, la deuxième partie de la cave est postérieure, de la  période gothique. 
De hautes voûtes baroques sont conservées au rez-de-chaussée du bâtiment principal, tandis que les chambres des étages supérieurs, ainsi que d'autres ailes, ont été reconstruites au début du XXe siècle. 

## Galerie

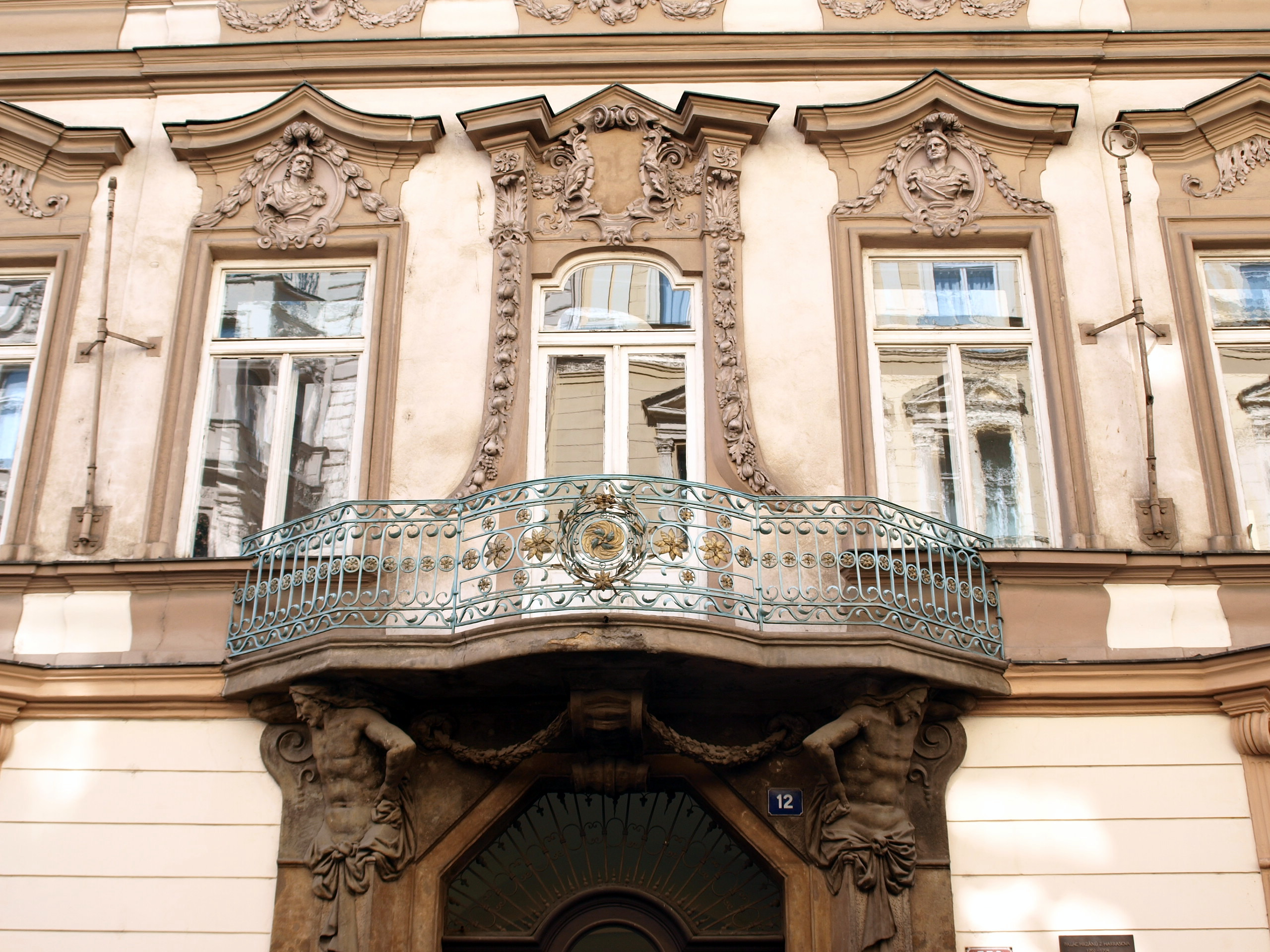
La façade du palais
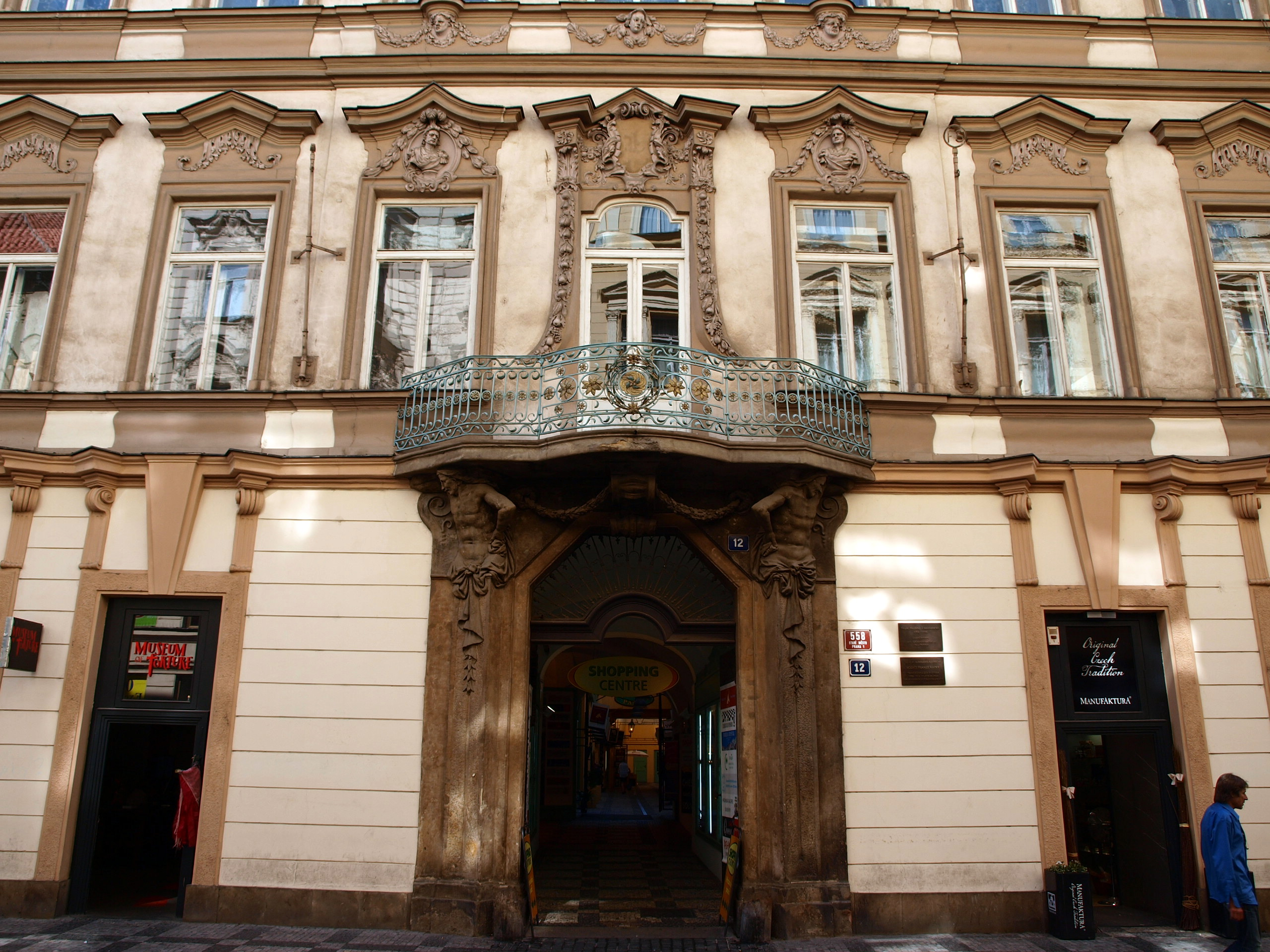
La façade du palais
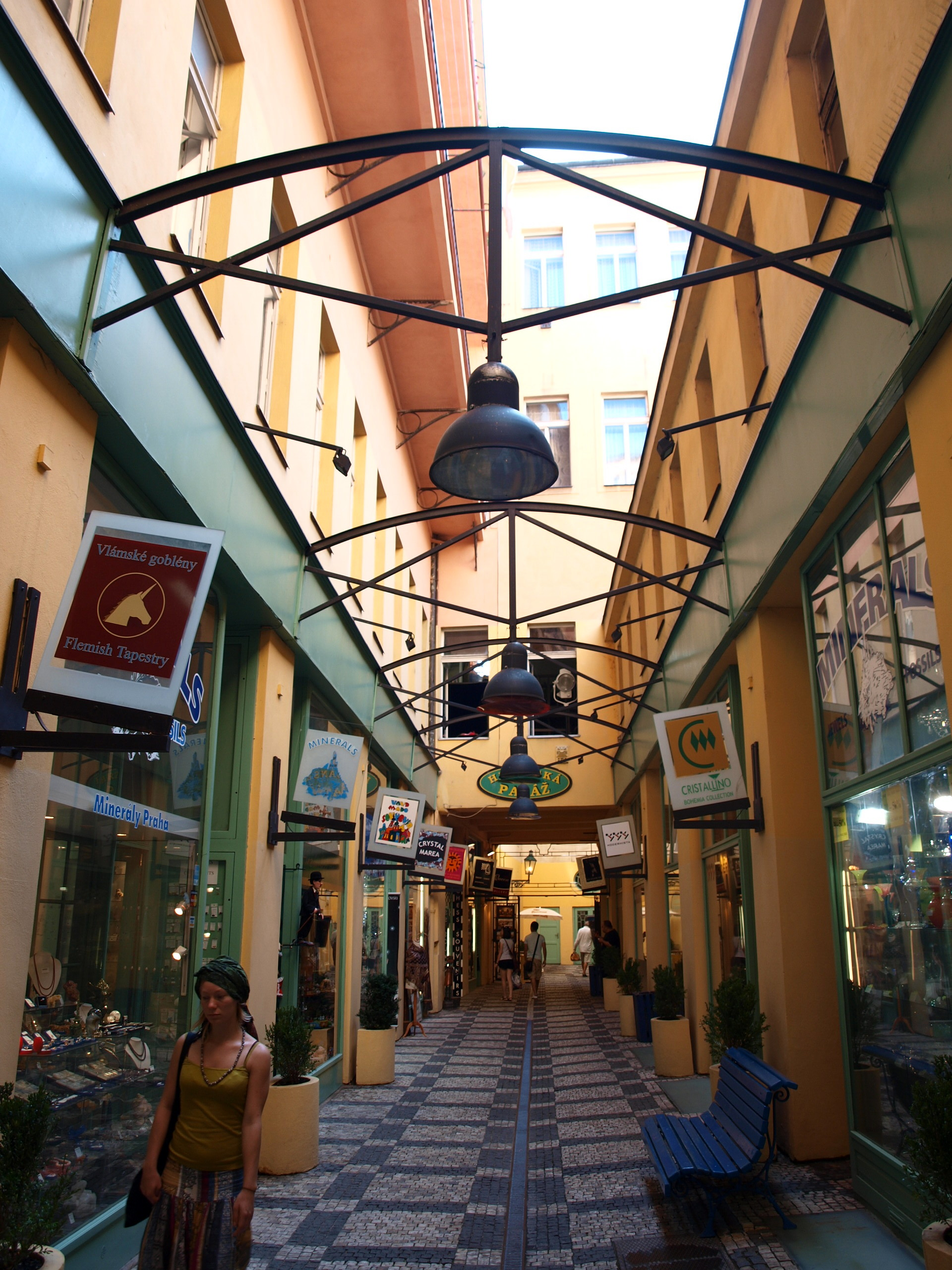
Le passage du palais
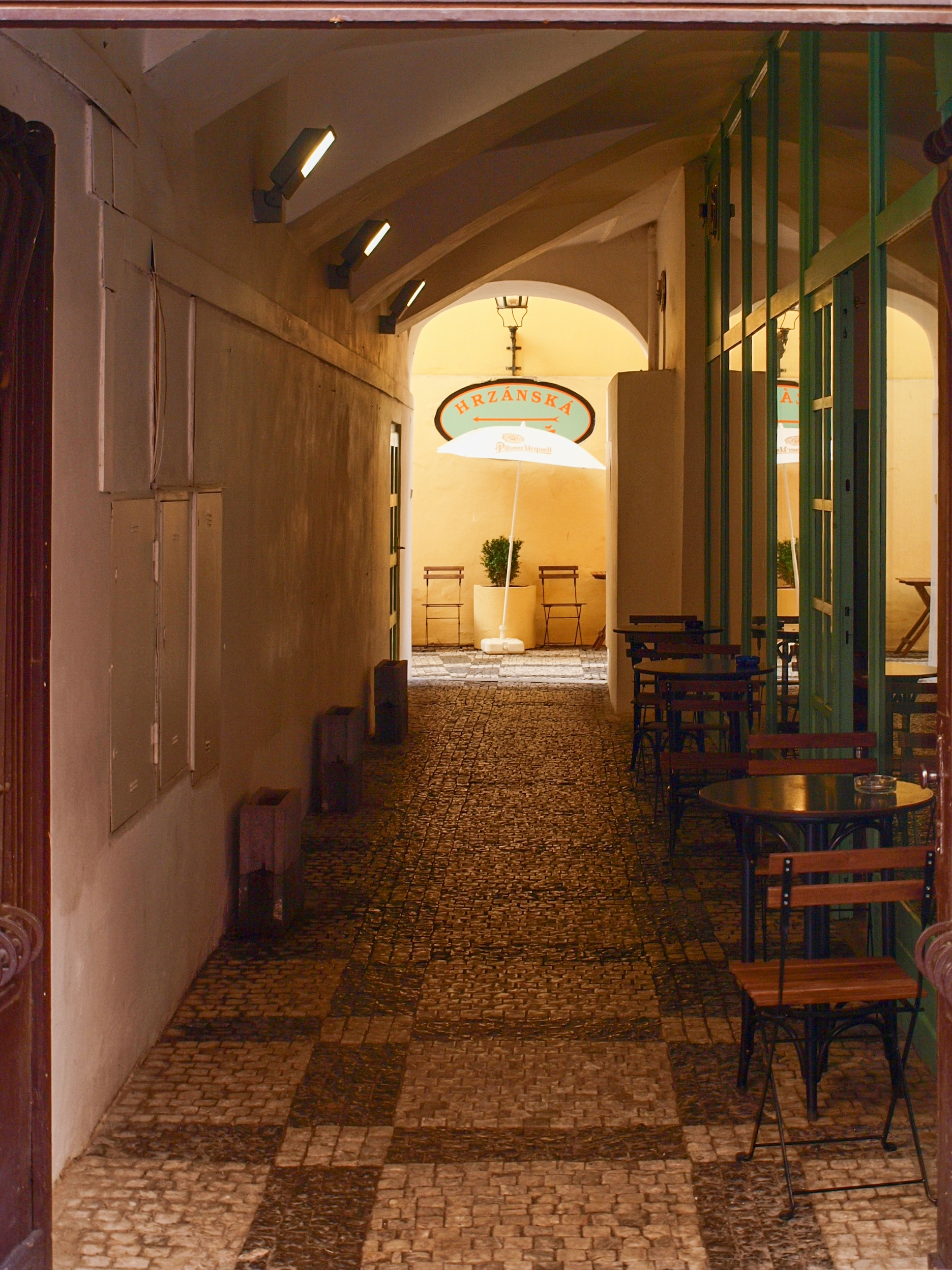
L'arcade du palais
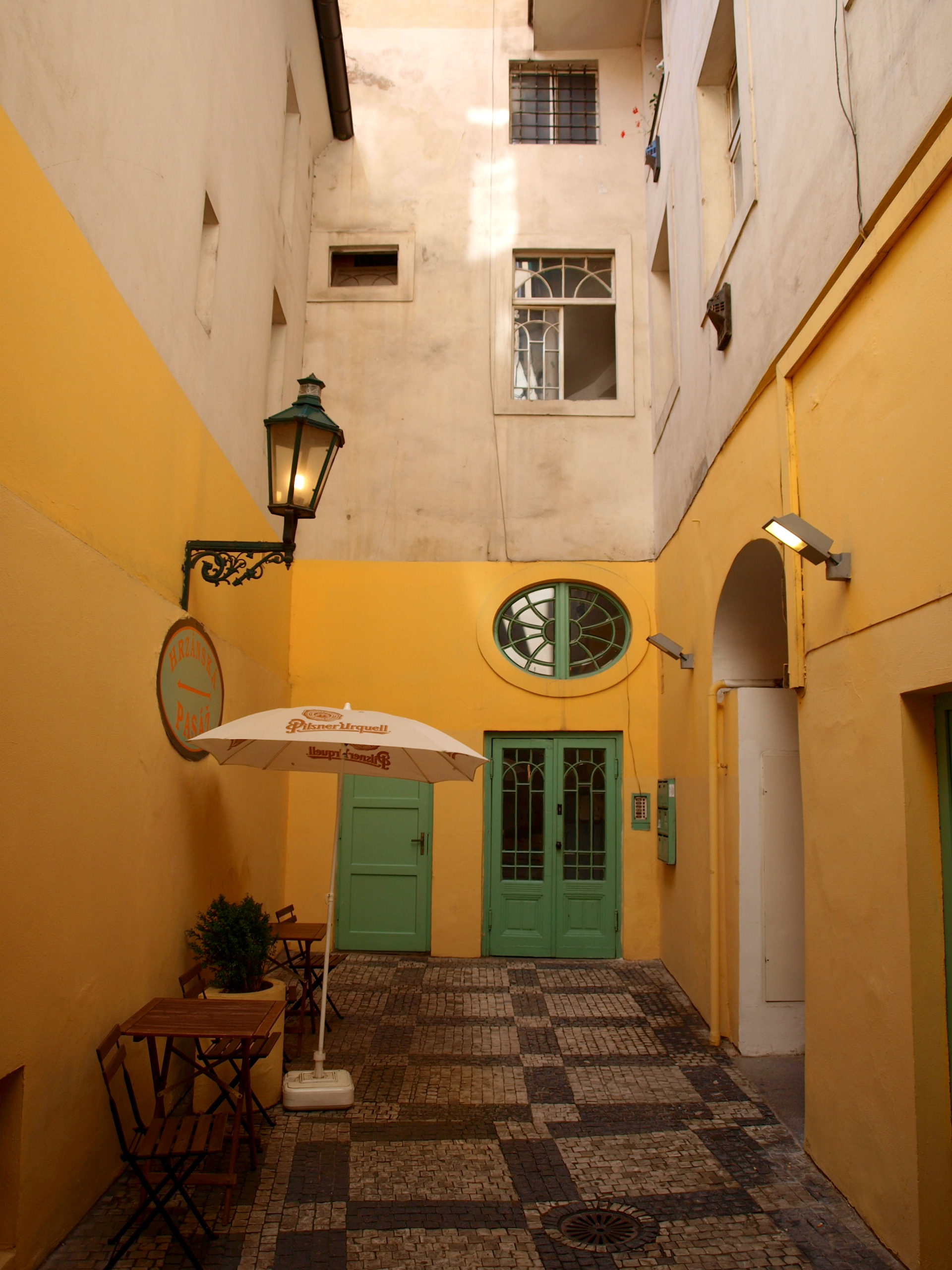
Cour du palais
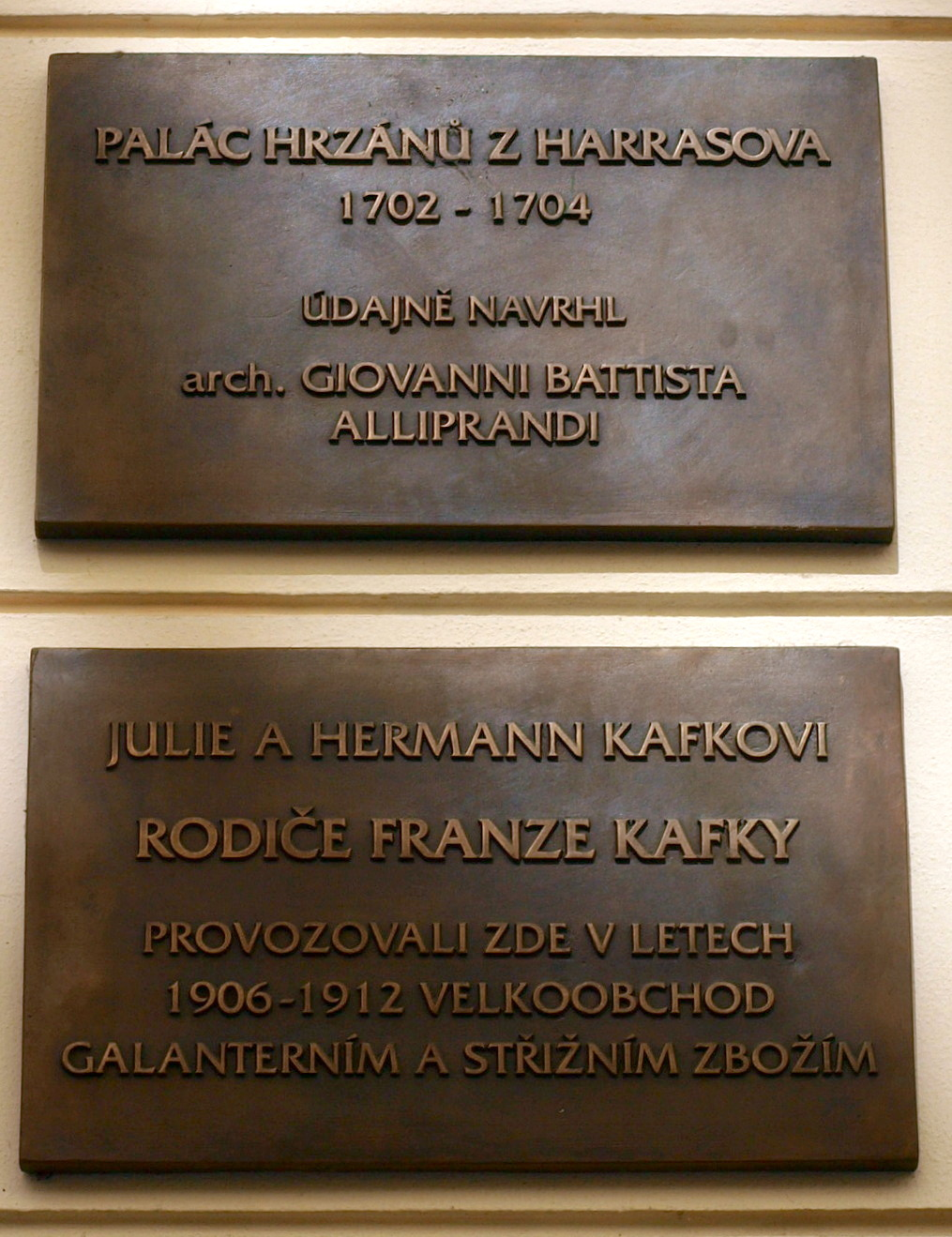
Plaque